# 970 v.Chr.

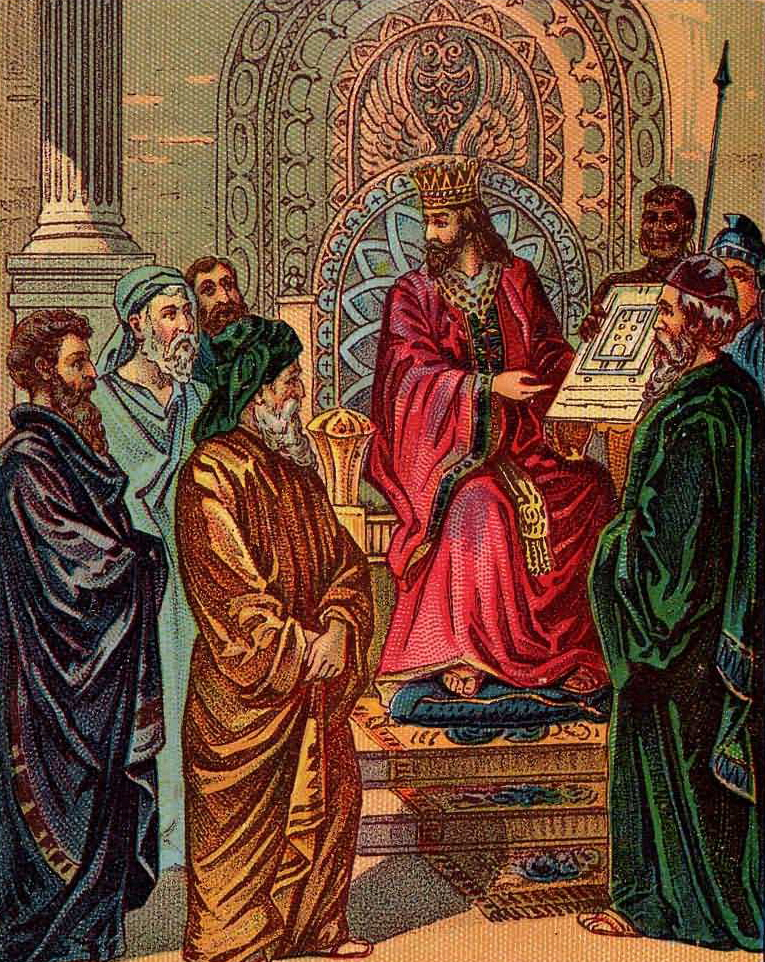
Salomo en het plan voor de Eerste Tempel

Het jaar 970 v.Chr. is een jaartal volgens de christelijke jaartelling.

## Gebeurtenissen

### Palestina
- Koning David van Israël treedt af ten gunste van zijn zoon Salomo. Hij bouwt de Eerste Tempel. (waarschijnlijke datum)

### Egypte
- Farao Siamun herstelt de onrust in Opper-Egypte,
- De hogepriesterlijke opvolging in Thebe sterft uit.